# Het Dijkhuis bij Veere

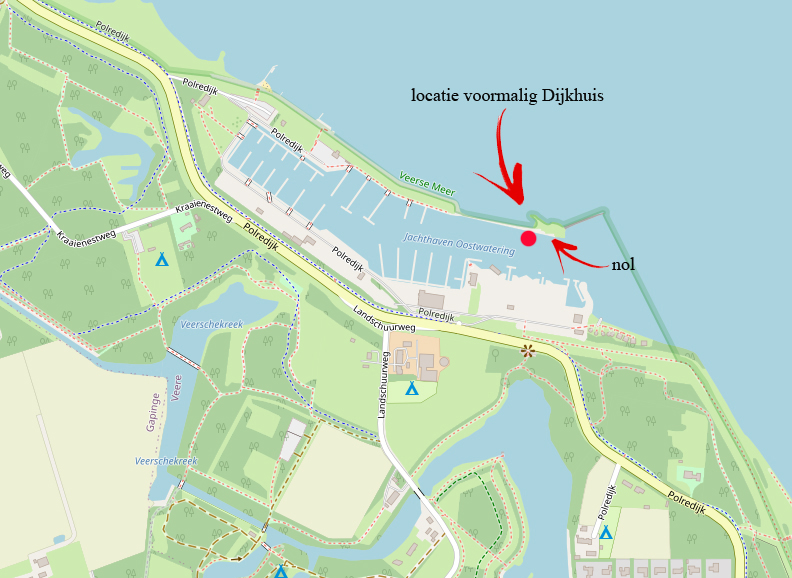
locatie voormalig Dijkhuis, Jachthaven Oostwatering bij Veere

Het Dijkhuis bij Veere was een 17e-eeuws huis op een locatie met een rijke geschiedenis aan de Polredijk tussen Veere en Vrouwenpolder, op Walcheren in de provincie Zeeland. Het was eeuwenlang in gebruik bij de Polder Walcheren, het Waterschap dat bijna het gehele eiland onder haar hoede had. In 1944 werd het huis verwoest door de bombardementen op de dijken van de R.A.F.. Tegenwoordig bevindt zich de Jachthaven Oostwatering op de plek.

## Geschiedenis
De huidige situatie is een geheel andere als die voor 1944. Toen liep de zeedijk, komend vanuit het westen, langs de noordkant van de tegenwoordige jachthaven en maakte vlak voor het Dijkhuis een bocht naar rechts. Wat wel nog over is van die oude dijk is de zogenaamde nol, een uitstekend stukje dijk dat een overblijfsel is van een oudere, ooit (waarschijnlijk begin 16e eeuw) doorgebroken zeedijk. Want de Polredijk mag dan al vanaf ongeveer de twaalfde eeuw min of meer dezelfde vorm hebben gehad, stormen sloegen er af en toe gaten in.

### Galghenolle

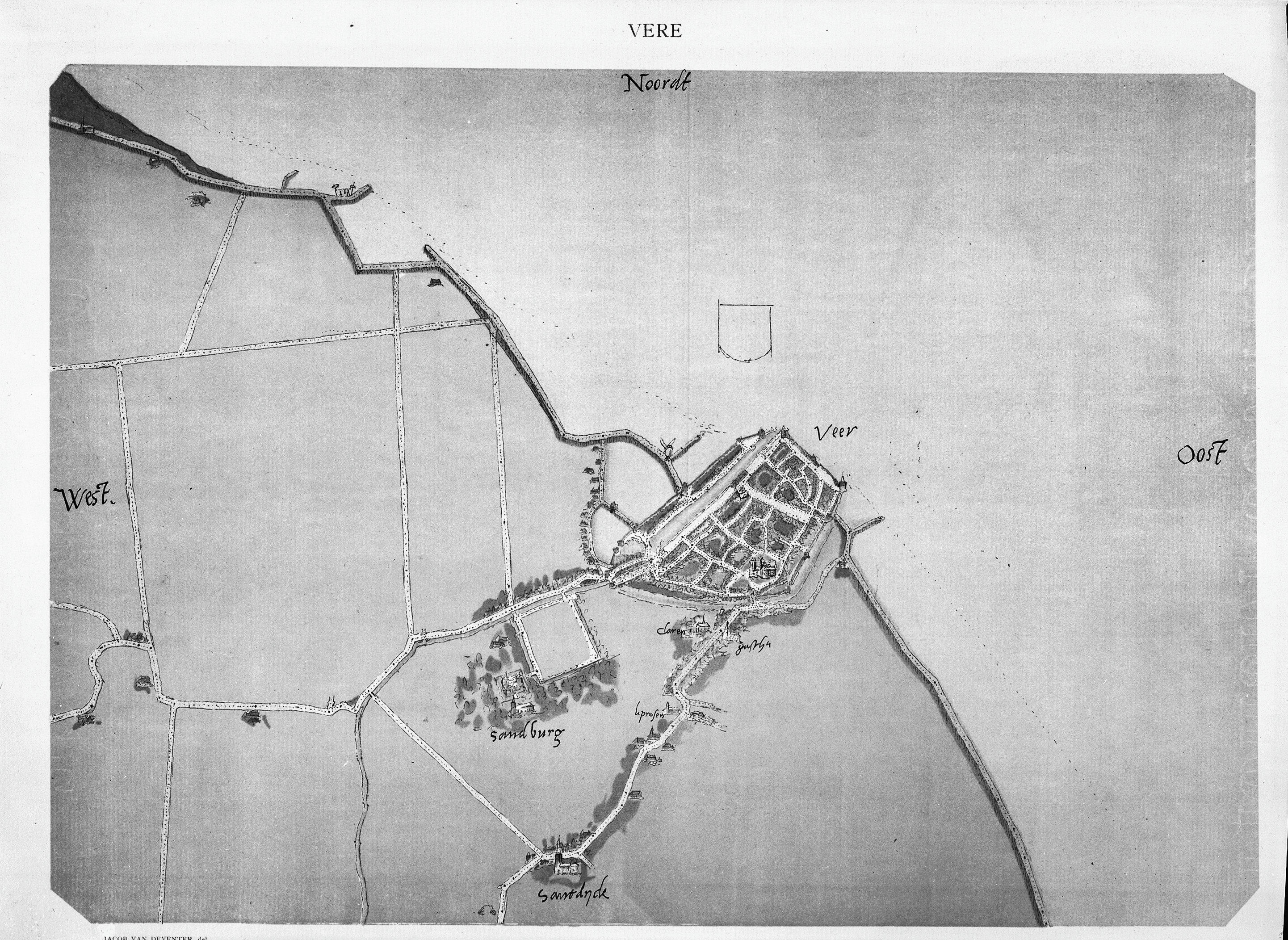
Plattegrond van J. van Deventer, de nol met galg en rad staat links boven ingetekend

Zoals de geschiedenis laat zien lag deze nol op een strategisch belangrijk punt: de vaargeul, waarlangs zeeschepen de Veerse haven konden bereiken, liep er vlak langs. Al in de Middeleeuwen werd de nol gebruikt als galgenveld van het stadje, compleet met galg en rad. Zo werden de ruwe scheepsbemanningen al vast gewaarschuwd het in Veere niet al te bont te maken. Galg en rad staan duidelijk ingetekend op de oudst bekende kaart van Veere uit ca. 1550 van Jacob van Deventer. Eeuwenlang heeft de nol als zodanig dienst gedaan; nog in de 19e eeuw werd hij ook wel galghenolle  genoemd. 

### Polder Walcheren
De polder, die door de Polredijk aan de noordzijde werd afgesloten heette de Oostwatering. Walcheren kende vier van deze 'wateringen'. In de Middeleeuwen hadden deze ieder hun eigen dijkgraaf. Later werden ze bestuurlijk samengevoegd tot wat bekend zou worden onder de naam Polder Walcheren. Deze was nu verantwoordelijk voor het onderhoud en de veiligheid van de dijken. Het ging daarbij ook om de veiligheid tegen buitenstaanders. 

#### Landwacht

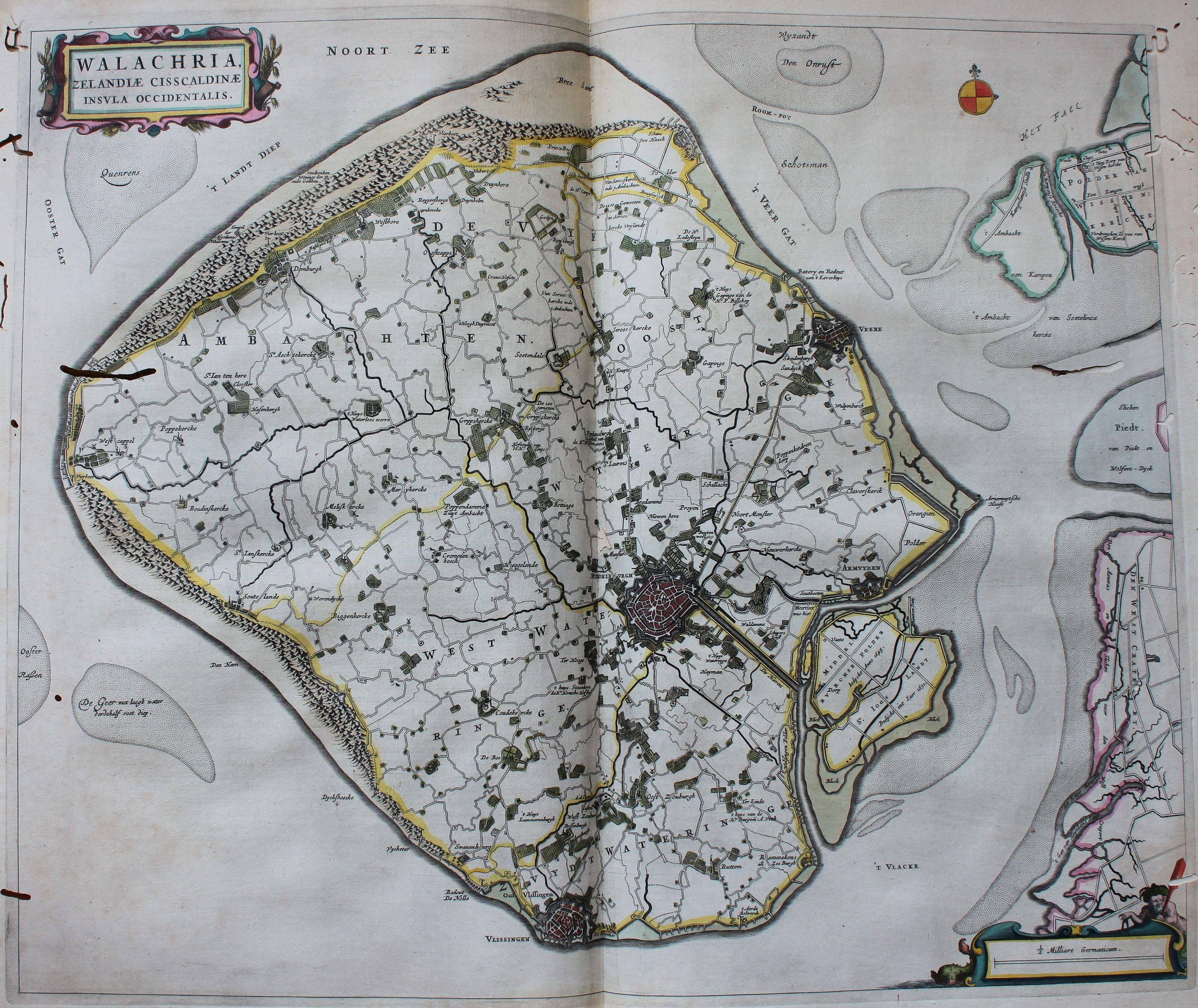
Walcheren, Johannes Blaeu, 1659

Daarvoor moesten de dijken in de gaten worden gehouden zodat indringers niet ongezien aan land konden komen. En dus werd al in 1540 een eigen bewakingsdienst opgericht, de Landwacht, ,  die vooral in de Tachtigjarige Oorlog een belangrijke rol speelde. Bij de Galghenolle werd een veldschans, een redoute aangelegd. Op de kaart uit 1659 wordt hij aangegeven met Batery en Redout aen 't Leverhuys. Met andere woorden: bij het Leverhuys. Elders wordt de plek aangeduid met Smerenburg. 

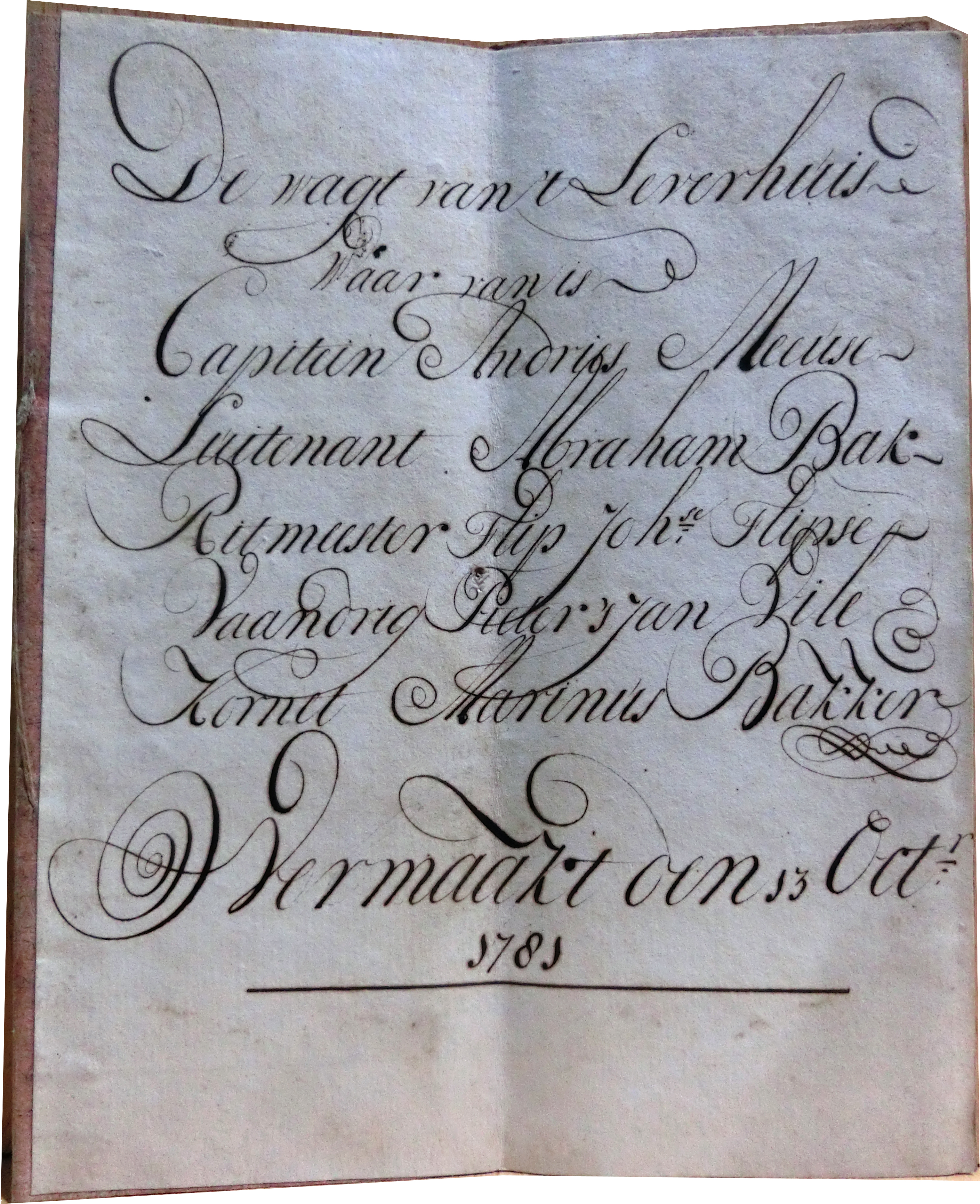
Namenboekje van de wacht op het Leverhuis met de officieren op het omslag (Zeeuws archief, Middelburg) 1783

Die namen roepen associaties op met de walvisvaart en wel daar waar de traan gewonnen werd. Wellicht stond er in de buurt ooit een klein traanfabriekje voor de Zeeuwse walvisvaarders (die overigens na 1623 ook gebruik gingen maken van Smeerenburg op Spitsbergen). 

Een eeuw later, in 1753, is in de naamgeving het woord 'aen' verdwenen. De tekst is ook anders: in plaats van batery en redout staat er nu battery en wagthuis. 

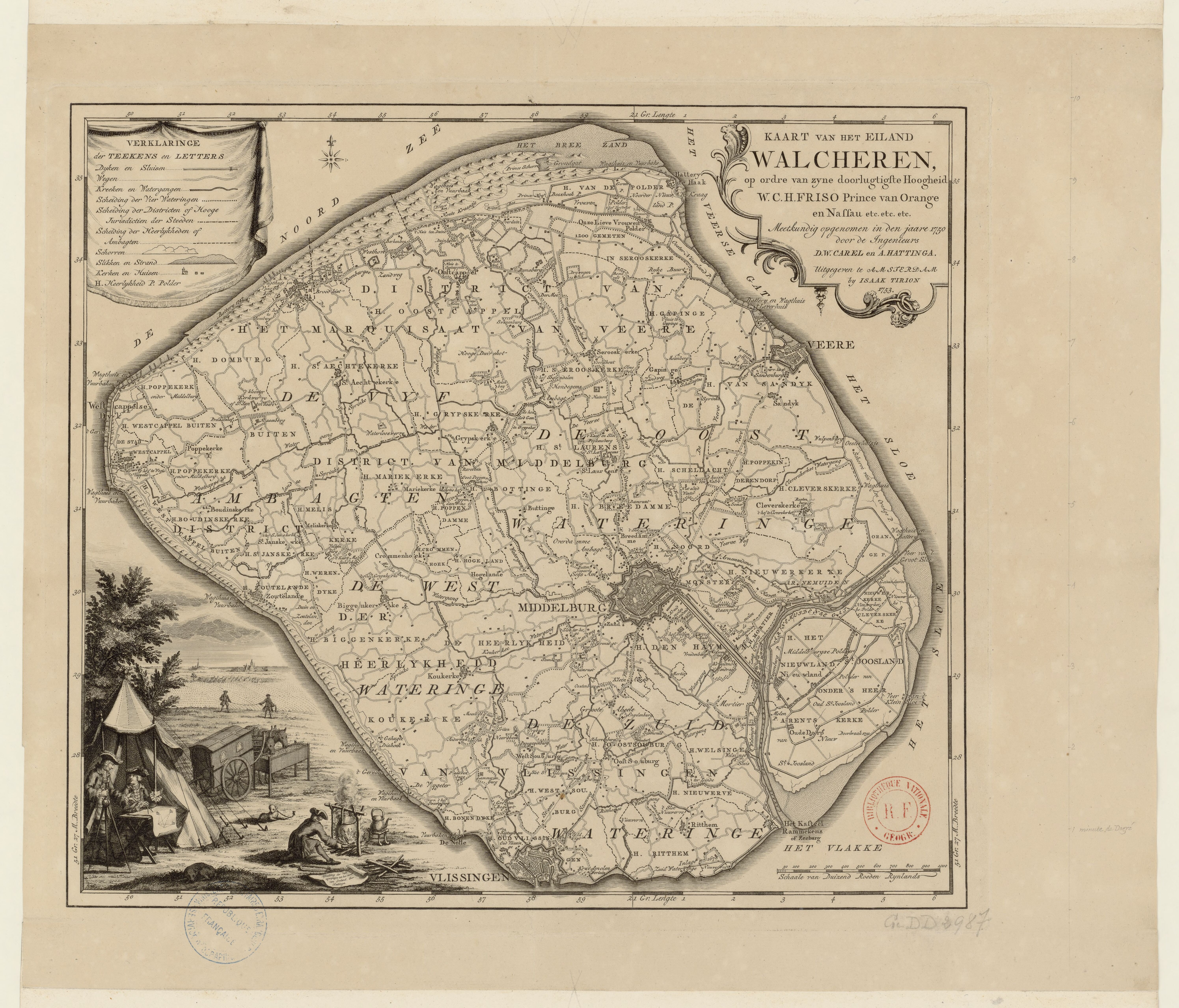
Walcheren, Hattinga, 1753

Kennelijk was het fortje inmiddels niet meer nodig en vervangen door een wachthuis (dat Leverhuys genoemd werd) voor de dienstdoende manschappen. De vorm ervan, een lang smal huis en de precieze locatie maken het aannemelijk dat dit hetzelfde huis was als het Dijkhuis van latere generaties. 

#### Dijkopzichters
De rol van de landwacht raakte langzaam uitgespeeld. Aan het eind van de 18e eeuw werd zij dan ook opgeheven (1796)  Al in de loop van die 18e eeuw zien we echter op landkaarten ook een nieuwe naam voor het huis verschijnen: commisenhuis. Een commies was een ambtelijke rang en in dit geval werden er de dijkopzichters mee bedoeld die de arbeiders aanstuurden bij het onderhoud van de dijken. Het Dijkhuis was al van de Polder Walcheren dus kon het, na het opheffen van de Landwacht, direct in gebruik worden genomen voor de huisvesting der opeenvolgende dijkopzichters. Iets verderop, bij de afslag van de Polredijk naar de Bosweg, stond de zogenaamde Landschuur, waarin de materialen voor het dijkonderhoud lagen opgeslagen. De huidige naam van die afslag, de Landschuurweg, herinnert daar vandaag de dag nog aan.

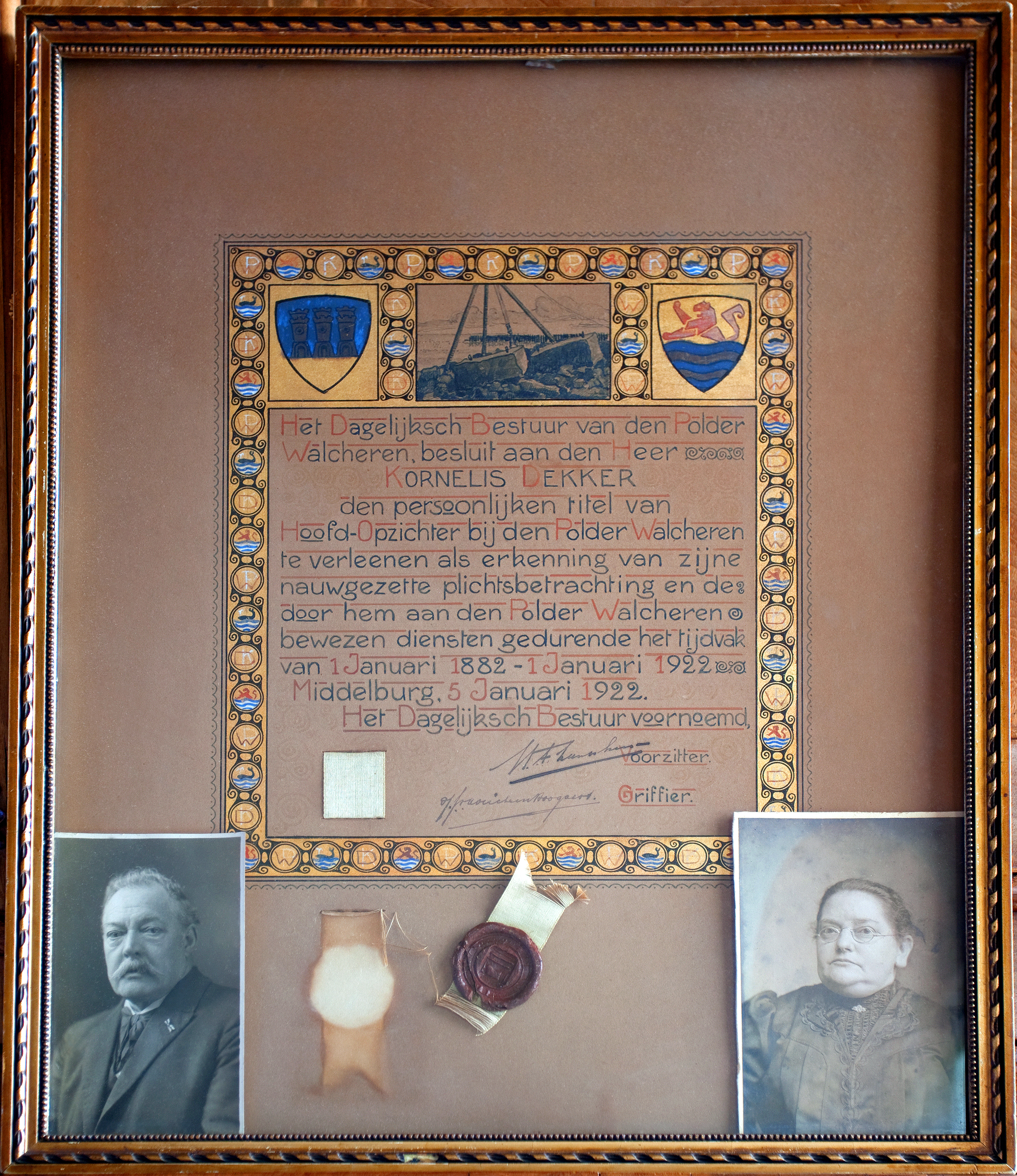
Oorkonde t.g.v. het 40-jarig jubileum (1922) van Kornelis Dekker, dijkopzichter van de Oost- en Noordwatering, Westkapelle (collectie Polderhuis, Westkapelle)

Vanaf 1812 zijn de namen van de dijkopzichters bekend. Het waren achtenswaardige ambtenaren tussen het polderbestuur van hoge heren en de arbeiders in. Ook maatschappelijk speelden ze vaak een belangrijke rol in besturen, de kerk etcetera. 

#### Verkoop
In 1912 besloot het polderbestuur het huis te verkopen: “De voorzitter deelt mede het voornemen van het dagelijks bestuur om voortaan den opzichter der Oostwatering Veere als woonplaats aan te wijzen wat beter is in het belang van den dienst. Het tegenwoordige polderhuis heeft daardoor zijne bestemming verloren en is bovendien bouwvallig, waarom het dagelijksch bestuur machtiging verzoekt, dit polderhuis publiek of onderhandsch te verkoopen.”. Voor de toenmalige dijkopzichter vonden ze een onderkomen aan de Kaai in Veere. 
Het huis werd op 13 juni 1912 tijdens een openbare veiling verkocht aan ene Willem van Eenennaam, commissionair te Middelburg. Hij betaalde er 460 gulden voor. In 1917 kocht hij er nog 10 are dijk, landtong en bosch bij van een landbouwer in ruste. Daarbij ging het dus om de nol en het strandje met aangrenzend bosje (kosten 112, 50 gulden). 

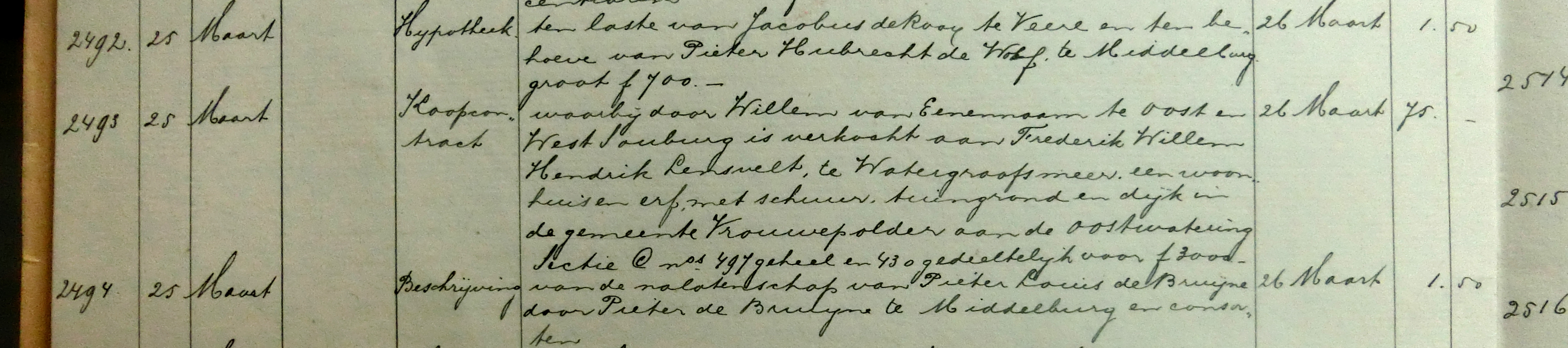
uitsnede uit register Blaupot ten Cate 25 maart 1918 (Zeeuws Archief, Middelburg)

Een jaar later wist van Eenennaam het geheel met een prettige winst te verkopen aan een Amsterdams kunstenaarsechtpaar. Ze betaalden er op 25 maart 1918 liefst 3000 gulden voor. Tegenwoordige waarde daarrvan (2024): ca. €49.500. 

### Lensvelt & Bronger
Frits Lensvelt en Nell Bronger, het Amsterdamse echtpaar, zouden de laatste bewoners van het huis blijken te zijn. Vooral hij was op slag verliefd op het huis en de natuur eromheen en wilde eigenlijk niet meer weg. Het duurde een paar jaar maar vanaf 1921 woonde het echtpaar er met hun twee kinderen definitief. Ze maakten al gauw vrienden onder de boeren in de omgeving, in Veere, Middelburg en Vlissingen en ontvingen 's zomers veel gasten uit Holland. Lensvelt bouwde in de tuin een ruim atelier en iedereen genoot van het eigen strandje waar het vooral bij opkomend water goed zwemmen was. Zoon Frits Junior zou aan zijn jeugd op die bijzondere plek een levenslange liefde voor zee, havens en natuur overhouden. 

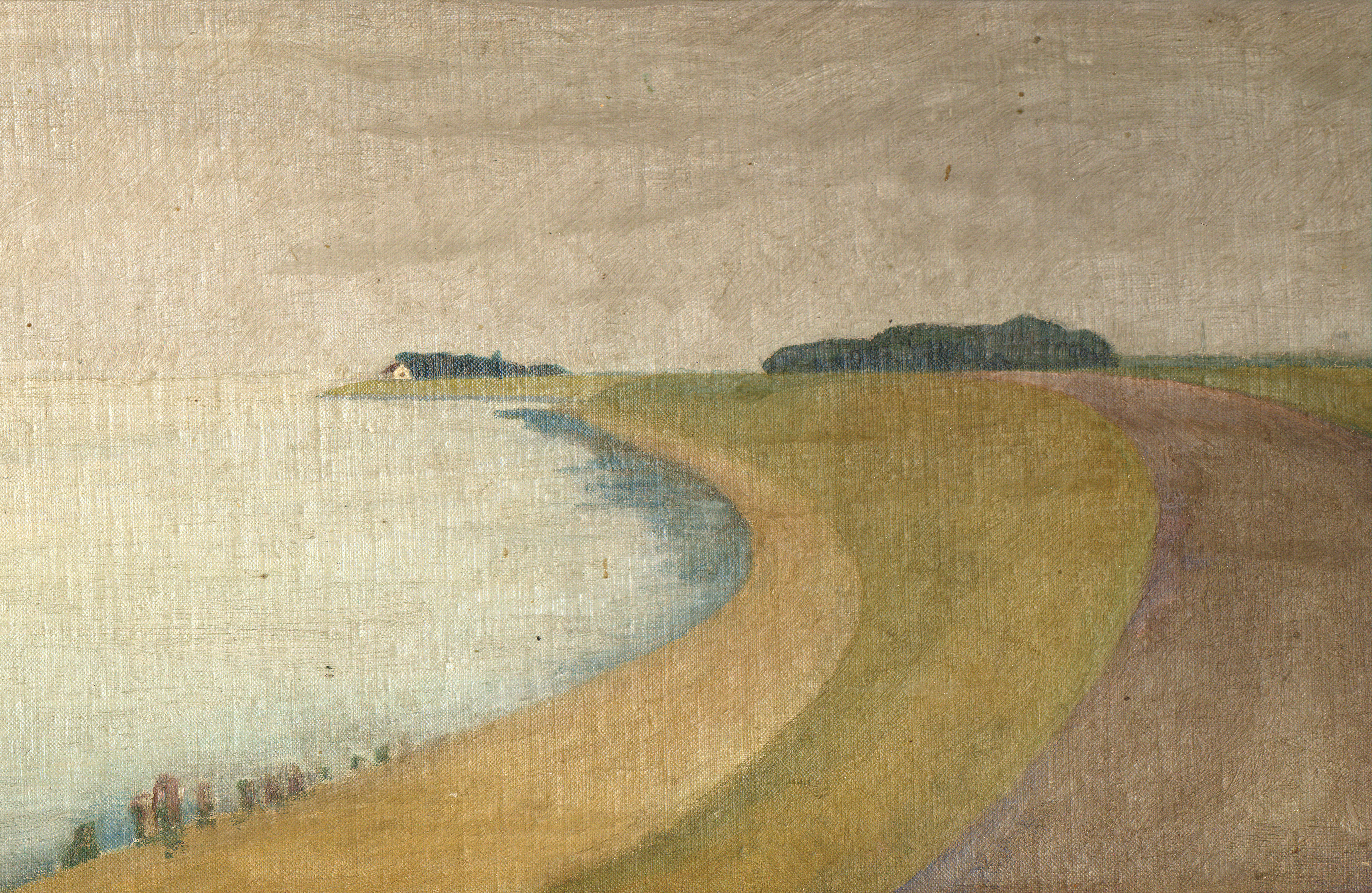
Polredijk met Dijkhuis, Johannes ten Klooster, jaren '20 (particuliere collectie)

Lensvelt was onder andere grafisch kunstenaar en legde het huis en haar uitzicht meerdere malen vast, net als ettelijke van zijn kunstenaarsvrienden. 

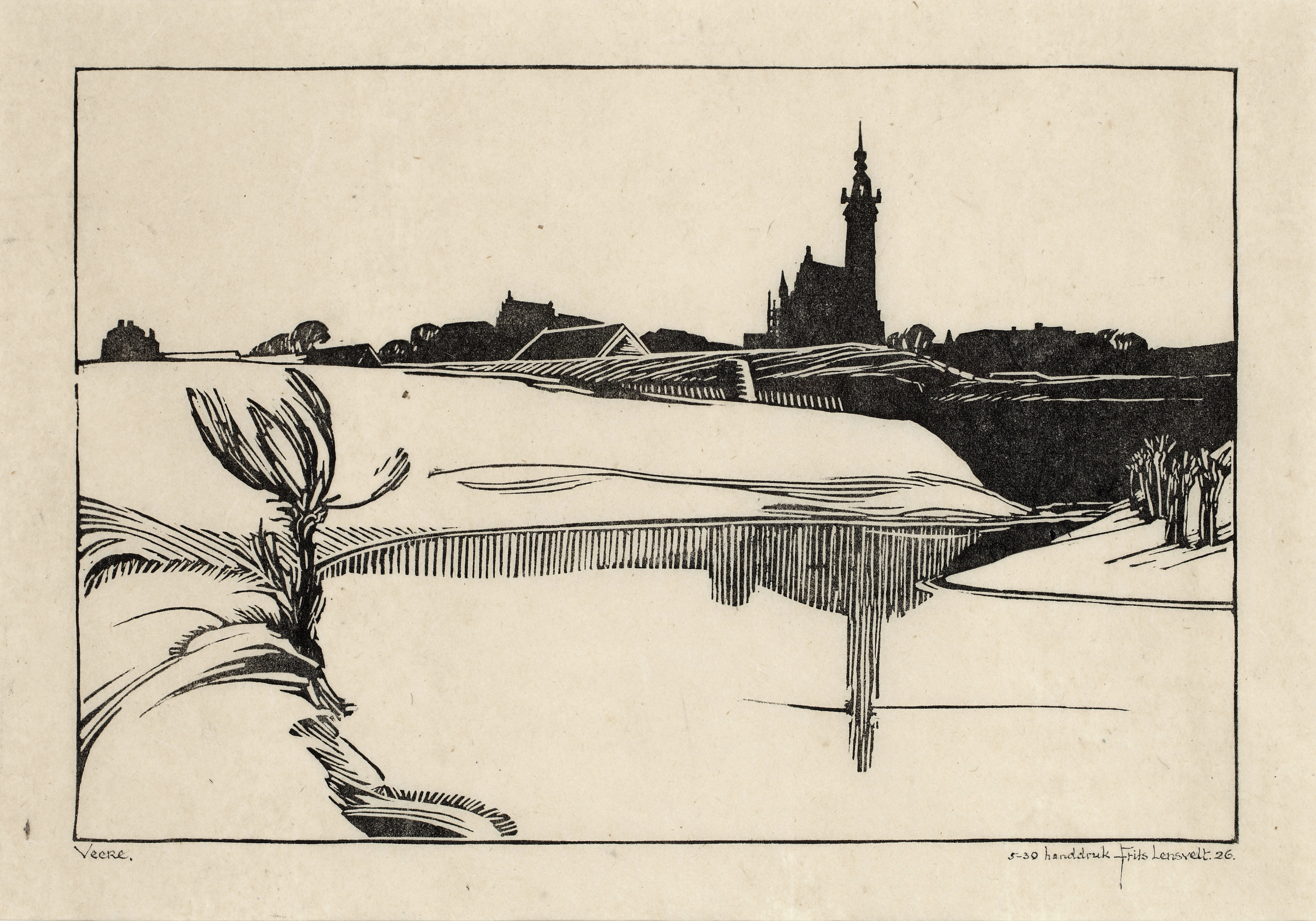
Zicht op Veere vanuit het Dijkhuis, Frits Lensvelt, 1926, handdruk (Zeeuws Museum, Middelburg)

In 1933 had Nell Bronger genoeg van de eenzaamheid en het gebrek aan comfort (geen gas, geen electra, water uit de put in dat tochtige oude huis bovenop een zeedijk) en het gezin verhuisde terug naar Amsterdam. Het huis werd vanaf dat moment gebruikt als vakantiehuis en als zodanig ook wel verhuurd. 
In 1939 was de huurder een schilderes, Claire Bonebakker, die direct verrukt was van het huis. Met Frits Lensvelt in Amsterdam (Nell Bronger was al in 1935 overleden) voerde ze een drukke correspondentie  over kunst, de drukkende omstandigheden vlak voor en in het begin van de Tweede Wereldoorlog en vooral ook over het huis zelf. 

### Stützpunkt Fischhausen en verwoesting

Dijkgat Polredijk, juni 1945, tekening van Frits Lensvelt (Drents Museum, Assen)

In 1941 verhuisde Lensvelt terug naar de Polredijk en deelde het Dijkhuis een half jaar met Bonebakker. In 1942 maakten de Duitsers ernst met de aanleg van de Atlantik Wall en confisqueerden daarvoor ook het Dijkhuis; de nol werd (weer...) een militaire stelling onder de naam Stützpunkt Fischhausen en het huis diende als onderkomen voor de manschappen. 
In 1944 werd Lensvelt, die in Veere zelf was gaan wonen, de provincie uitgezet. Toen hij kort na de bevrijding (op 10 juni) terugkeerde stond Walcheren grotendeels onderwater en zag hij dat de Polredijk eind 1944 precies op de plek waar het Dijkhuis had gestaan weggebombardeerd was. Alleen de nol stak nog boven het water uit. Met een vrijgeleide van de Dienst droogmaking Walcheren (Rijkswaterstaat) zwierf hij een aantal weken over het eiland om de ravage in tekeningen vast te leggen en sloeg daarbij natuurlijk ook de restanten van zijn eigen plekje niet over. Hij zorgde niet goed voor zichzelf en stierf op 23 juli aan een longontsteking in het ziekenhuis van Middelburg. 

### Werkhaven
Na de droogmaking bleef de nol als een klein eilandje in het water liggen want de nieuwe dijk werd verder landinwaarts aangelegd (zie het kaartje van de huidige situatie). Na de Watersnoodramp van 1953, toen er serieus werk gemaakt werd van de Deltawerken bleek de plek heel geschikt voor een werkhaven ten behoeve van de bouw van de Veerse Gatdam. 

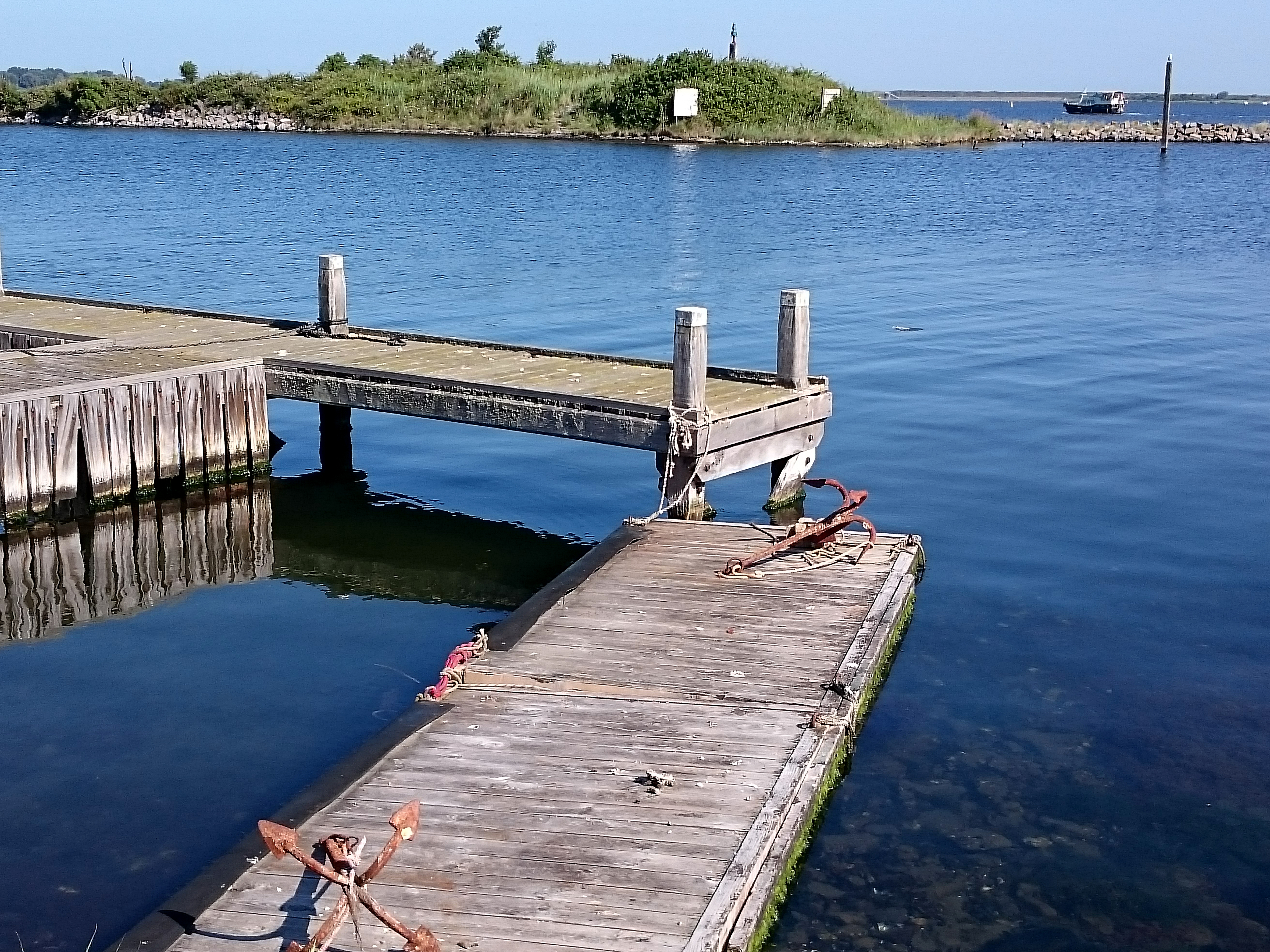
de nol, 2015

Er werd een strekdammetje aangelegd van de dijk naar de nol waardoor in de luwte ervan een ideaal haventje ontstond. In een poldertje ernaast werden de caissons gebouwd die het Veerse Gat in 1961 zouden afsluiten en daarmee het Veerse Meer creëerden. 

### Jachthaven
Na het vertrek van de dijkbouwers bleef het even stil rond de werkhaven tot die een nieuwe bestemming kreeg als de jachthaven Oostwatering, ook nu nog druk in gebruik met een werf, een zeilschool, een restaurant en een grote watersportvereniging. En nog steeds ligt daar, aan het eind van de strekdam, die oude galghenolle. 
Het Dijkhuis mag al meer dan 80 jaar in zee verdwenen zijn, vergeten is het nog niet; in 2017 werd in Museum Veere, zowel in de Schotse huizen als in het Veerse Stadhuis, een tentoonstelling gehouden over de geschiedenis van huis en nol onder de naam Het Dijkhuis: een verdwenen stukje Veere.

## Literatuur

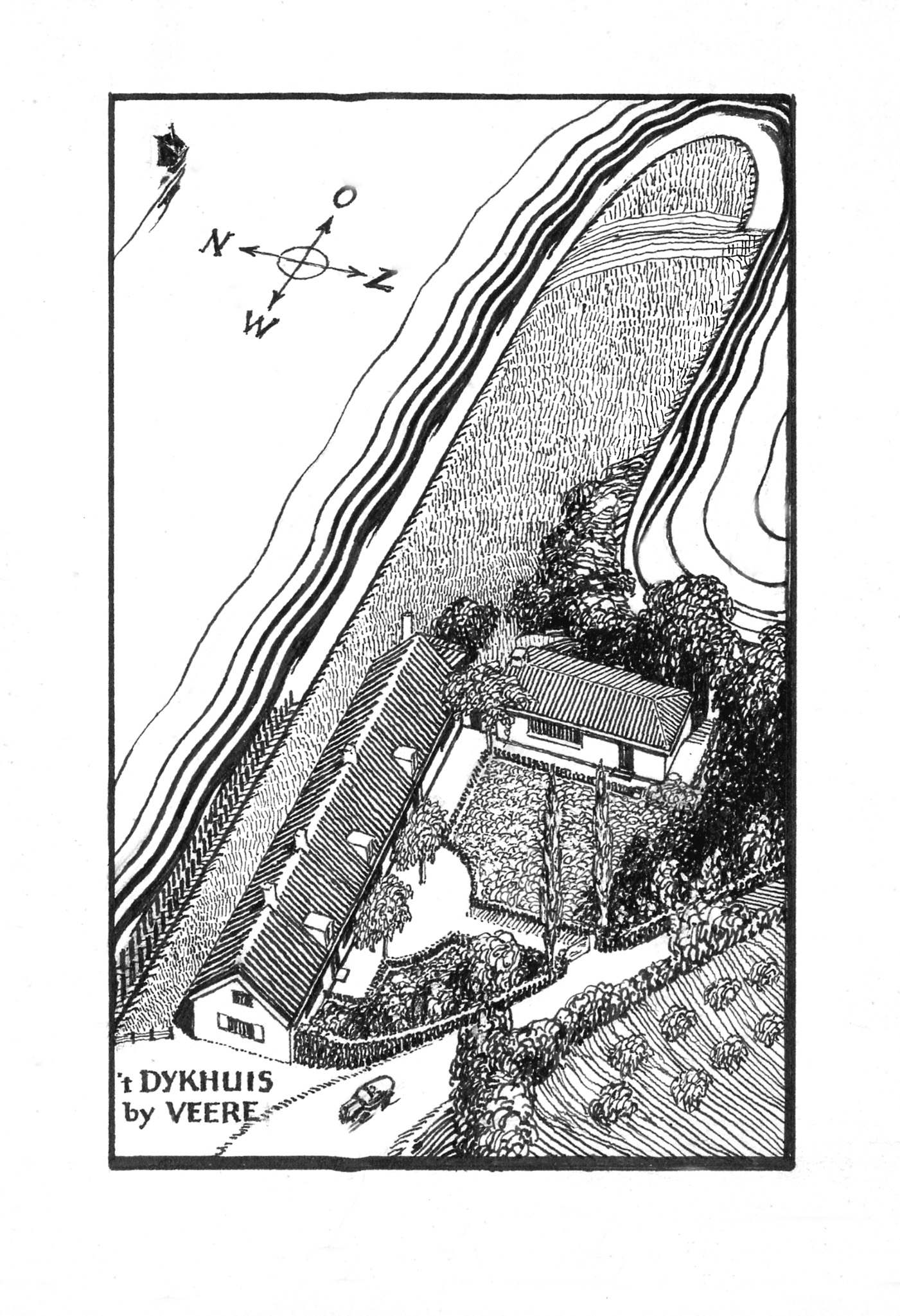
Dijkhuis bij Veere in vogel-perspectief, pentekening Frits Lensvelt, begin jaren '30 (particuliere collectie)

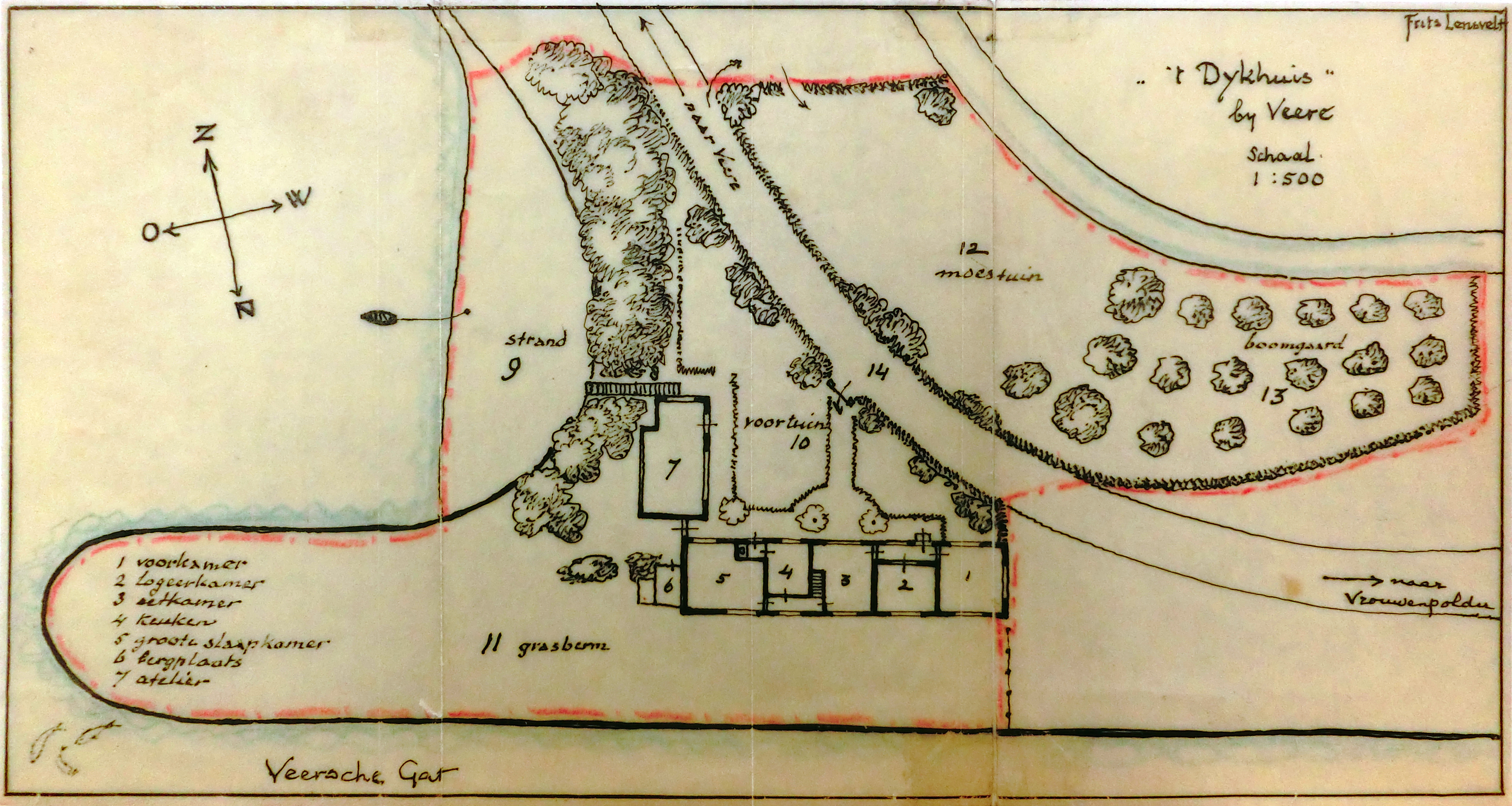
plattegrond dijkhuis en toebehoren, tekening van Frits Lensvelt, ca. 1933 (Lensvelt collectie, theater archief, Allard Pierson Museum)